# Militära grader i Estland
Militära grader i Estland visar den hierarkiska ordningen hos personalen i Estlands armé och Estlands hemvärn, Kaitseliit.

## Armén
|  | Generalspersoner | Generalspersoner | Generalspersoner | Generalspersoner | Regementsofficerare | Regementsofficerare | Regementsofficerare | Kompaniofficerare | Kompaniofficerare | Kompaniofficerare | Kompaniofficerare |
|  | ---------------- | ---------------- | ---------------- | ---------------- | ------------------- | ------------------- | ------------------- | ----------------- | ----------------- | ----------------- | ----------------- |
|  |                  |                  |                  |                  |                     |                     |                     |                   |                   |                   |                   |
|  | Kindral          | Kindralleitnant  | Kindralmajor     | Brigaadikindral  | Kolonel             | Kolonelleitnant     | Major               | Kapten            | Leitnant          | Nooremleitnant    | Lipnik            |
|  | General          | Generallöjtnant  | Generalmajor     | Brigadgeneral    | Överste             | Överstelöjtnant     | Major               | Kapten            | Löjtnant          | Underlöjtnant     | Fänrik            |

|  | Specialistofficerare | Specialistofficerare | Specialistofficerare | Specialistofficerare | Specialistofficerare | Gruppbefäl    | Gruppbefäl | Gruppbefäl     | Soldater  | Soldater |
|  | -------------------- | -------------------- | -------------------- | -------------------- | -------------------- | ------------- | ---------- | -------------- | --------- | -------- |
|  |                      |                      |                      |                      |                      |               |            |                |           |          |
|  | Ülemveebel           | Staabiveebel         | Vanemveebel          | Veebel               | Nooremveebel         | Vanemseersant | Seersant   | Nooremseersant | Kapral    | Reamees  |
|  | Regementsförvaltare  | Förvaltare           | Fanjunkare           | Fältväbel            | Förste sergeant      | Sergeant      | Korpral    | Vicekorpral    | Menig 1kl | Menig    |

## Marinen
|                    | Amiralofficerare | Amiralofficerare | Amiralofficerare | Amiralofficerare | Regementsofficerare | Regementsofficerare | Regementsofficerare | Kompaniofficerare | Kompaniofficerare | Kompaniofficerare | Kompaniofficerare |
| ------------------ | ---------------- | ---------------- | ---------------- | ---------------- | ------------------- | ------------------- | ------------------- | ----------------- | ----------------- | ----------------- | ----------------- |
|                    |                  |                  |                  |                  |                     |                     |                     |                   |                   |                   |                   |
| estniska: Auastmed | Admiral          | Viitseadmiral    | Kontradmiral     | Kommodoor        | Mereväekapten       | Kaptenleitnant      | Kaptenmajor         | Vanemleitnant     | Leitnant          | Nooremleitnant    | Lipnik            |
|                    | Amiral           | Viceamiral       | Konteramiral     | Flottiljamiral   | Kommendör           | Kommendörkapten     | Örlogskapten        | Kapten            | Löjtnant          | Underlöjtnant     | Fänrik            |

|  | Specialistofficerare | Specialistofficerare | Specialistofficerare | Specialistofficerare | Specialistofficerare | Gruppbefäl  | Gruppbefäl | Gruppbefäl  | Sjömän      | Sjömän |
|  | -------------------- | -------------------- | -------------------- | -------------------- | -------------------- | ----------- | ---------- | ----------- | ----------- | ------ |
|  |                      |                      |                      |                      |                      |             |            |             |             |        |
|  | Ülemveebel           | Staabiveebel         | Vanemveebel          | Veebel               | Nooremveebel         | Vanemmaat   | Maat       | Nooremmaat  | Vanemmadrus | Madrus |
|  | Flottiljförvaltare   | Förvaltare           | Fanjunkare           | Förste sergeant      | Sergeant             | Överstyrman | Korpral    | Vicekorpral | Sjöman 1kl  | Sjöman |

## Kaitseliit

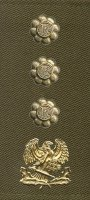
Kaitseliidu ülem Rikshvch
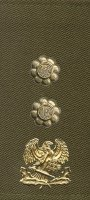
Kaitseliidu Peastaabi ülem C Rikshvstab
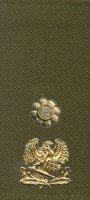
Kaitseliidu maleva pealik Fobef
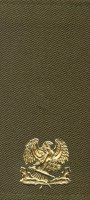
Vanematekogu liige Ledamot av rikshemvärnsrådet
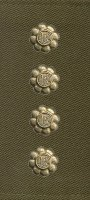
Maleva vaneminstruktor Chefsinstruktör
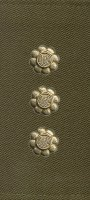
Malevkonna pealik Kretshvch
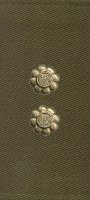
Kompanii pealik Kompch
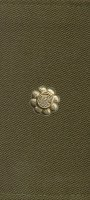
Rühma pealik Plutch
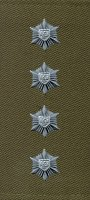
Rühmapealik eriüksustes Plutch (specplut)
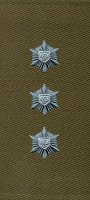
Rühmapealiku abi Stf plutch
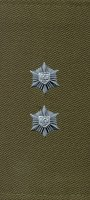
Jaopealik Grpch
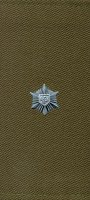
Jaopealiku abi Stf grpch